# Elnur Aslanov (zapaśnik)
Elnur Aslanov (ur. 2 stycznia 1983, zm. 2 czerwca 2012 w Sumgaicie) – azerski zapaśnik walczący w stylu wolnym. Olimpijczyk z Aten 2004, gdzie zajął piętnaste miejsce w kategorii 74 kg.
Dziewiąty na mistrzostwach świata w 2003. Osiemnasty na mistrzostwach Europy w 2004. Wicemistrz Europy juniorów w 2002 roku.